# Corio
Corio es una comune italiana situada en la ciudad metropolitana de Turín, en la región de Piamonte. Tiene una población estimada, a fines de febrero de 2022, de 3046 habitantes.

## Evolución demográfica
| Gráfica de evolución demográfica de Corio entre 1861 y 2022 |
|                                                             |
| Fuente: ISTAT - Elaboración gráfica de Wikipedia            |